# Nelma arktická
Nelma arktická (Stenodus nelma) je lososovitá ryba, která žije v povodí Severního ledového oceánu od řeky Ponoj na západě po Mackenzie na východě. Je anadromickým druhem, který v období tření migruje z moře proti proudu řek do vnitrozemí a překonává vzdálenost až 1500 km.
Může dosáhnout délky 150 cm a váhy až 40 kg. Pro chutné maso je významným lovným druhem. Je dravá, živí se síhem malým a dalšími drobnými rybami.
Původně byla nelma arktická považována za geografický poddruh nelmy obecné (Stenodus leucichthys, rusky bělorybica), pocházející z povodí Kaspického moře a přežívající už pouze v umělých chovech.